# Louis Chiron
Louis Chiron,  monaški dirkač Formule 1, * 3. avgust 1899, Monte Carlo, Monako, † 22. junij 1979, Monte Carlo. 
Louis Chiron je pokojni monaški dirkač Formule 1, ki je že v predvojnem obdobju dobil več kot petnajst pomembnejših evropskih dirk, Veliko nagrado Francije kar petkrat, po trikrat pa Veliko nagrado Španije in Veliko nagrado Češkoslovaške. V Formuli 1 pa je dosegel eno uvrstitev na stopničke s tretjim mestom na Veliki nagradi Monaka v sezoni 1950. Še vedno je najstarejši dirkač, ki je nastopil na dirki Formule 1 z oseminpetdesetimi leti na svoji zadnji dirki, Veliki nagradi Monaka v sezoni 1958.

## Kariera

### Zgodnje življenje in dirkaški začetki
»Pred dirko je Louis Chiron hodil okrog dirkalnika, ga božal in se z njim pogovarjal, kot s konjem, nato pa se je nasmejan usedel na krmilo.«

Rudolf Caracciola
Louis Chiron se je rodil 3. avgusta 1899 v Monte Carlu kot sin monaškega hotelirja. Že kot najstnik se je začel zanimati za avtomobile in dirkanje, tudi voziti se je naučil že zelo zgodaj. Že pred osemnajstim letom je služil v prvi svetovni vojni kot topničar, leta 1919 pa je postal osebni šofer francoskega maršala Focha. Po koncu vojne je začel dirkati z Bugattijem. Na začetku se je udeleževal le lokalnih dirk, ki jih je organiziral klub Moto Club de Nice. Leta 1926 je dosegel svojo prvo zmago na lokalni dirki Grand Prix de Comminges pri Toulousu.

### Bugatti
V sezoni 1928 je dirkal tako za Alfreda Hoffmana, ki je imel farmacevtsko tovarno, kot tudi za Bugatti. Po aferi s šefovo ženo je bil odpuščen, zamenjal pa ga je njegov najboljši prijatelj René Dreyfus. V tej sezoni je sicer Chiron zmagal na edini evropski dirki najvišjega ranga Grandes Épreuves in s tem najpomembnejši dirki sezone za Veliko nagrado Italije, ob tem pa je zmagal še na dirkah Circuit d'Esterel Plage, Riviera Circuit, Velika nagrada Antibesa, Velika nagrada Rima, Grand Prix de la Marne in Velika nagrada San Sebastiána. V naslednji sezoni 1929 ni ponovil tako uspešne sezone, saj je dosegel zmago na dirki za Veliko nagrado Nemčije in ubranil zmago na dirki za Velika nagrada San Sebastiána. V sezoni 1930 je ponovno dobil najpomembnejšo dirko sezone za Veliko nagrado Francije, dirko najvišjega ranga Grandes Épreuves, ki je nosila tudi častni naziv Velika nagrada Evrope, ob tem pa je dobil še dirko za Veliko nagrado Lyona. Zmago na dirki za Veliko nagrado Francije je ubranil v naslednji sezoni 1932, ko jo je dosegel skupaj z Achillom Varzijem, ob tem pa je zmagal še na dirkah za Veliko nagrado Monaka in Veliko nagrado Masaryka. V sezoni 1932, svoji zadnji sezoni pri Bugattiju, ni bil uspešen na prvenstvenih dirkah, je pa zmagal na treh neprvenstvenih dirkah, Velika nagrada Dieppeja, Nice Circuit Race in Velika nagrada Masaryka.

### Alfa Romeo
Za sezono 1933 sta se dva najboljša dirkača tistega časa, Louis Chiron in Rudolf Caracciola odločila za ustanovitev privatnega moštva Scuderia CC. Dirkala sta z dirkalniki Alfa Romeo, najela pa sta tudi dva mehanika iz Milana. Projekt je skoraj padel v vodo že na prvi dirki za Veliko nagrado Monaka, kjer je Caracciola med prostim treningom zaradi odpovedi zavor raztreščil svoj dirkalnik. Chiron je sam nadaljeval z dirkanjem in zmagal na dirki najvišjega ranga Grandes Épreuves za Veliko nagrado Španije, in dirkah Velika nagrada Marseilla in Velika nagrada Masaryka 1933, vse v zadnji četrtini sezone. V sezono 1934 je prestopil v Scuderio Ferrari, ki pa je tudi dirkala z dirkalniki Alfa Romeo. Že na prvi pomembnejši dirki sezone za Veliko nagrado Monaka je bil blizu zmage, saj je vodil skoraj celotno dirko, zmago pa mu je preprečila okvara krmilnega sistema, zaradi česar je komaj rešil drugo mesto. Na naslednji pomembni dirki sezone za Veliko nagrado Francije pa je dosegel svojo najveličastnejšo zmago kariere. Na krilih francoskih navijačev, ki so navijali zanj čeprav je bil Monačan, je na štartu povedel, nato pa odbijal izmenjajoče se napade Fagiolija v Mercedesu ter Caracciole in Stucka v Auto Unionu. Chiron je zmagal še na dirki za Veliko nagrado Casablance in dirki Grand Prix de la Marne. V sezoni 1935 je dosegel le eno uvrstitev na stopničke na prvenstvenih dirkah na dirki za Veliko nagrado Belgije, kjer je bil tretji, saj so močno dominirali dirkači obeh nemških moštev. Edino zmago je dosegel na dirki za Veliko nagrado Lorraina.

### Mercedes-Benz in upokojitev
Na željo Caracciole je Louis Chiron pred sezono 1936 prestopil v Mercedes-Benz, toda v sezoni je dominiral Auto Union, tako je Chiron ostal brez ene same zmage v celi sezoni, kar se mu že dolgo ni primerilo. Leta 1938 je napovedal svojo upokojitev kot dirkač, naslednje leto pa je izbruhnila druga svetovna vojna. Po koncu vojne je želelo več dirkačev vrniti na dirke, med njimi tudi Chiron. 

### Formula 1
Med sezonama 1950 in 1958 je že v visoki starosti za dirkača občasno nastopal na dirkah Formule 1. Edino uvrstitev med dobitnike točk je dosegel na domači dirki za Veliko nagrado Monaka v sezoni 1950, ko je bil tretji. Skupno je nastopil na petnajstih prvenstvenih dirkah Formule 1, zadnjič v starosti 58-ih let na domači dirki za Veliko nagrado Monaka v sezoni 1958, še vedno drži rekord kot najstarejši dirkač, ki je nastopil na dirki Formule 1. Umrl je leta 1979 v Monaku.

## Pomembnejše zmage
- Velika nagrada Belgije : 1930
- Velika nagrada Češkoslovaške : 1931, 1932, 1933
- Velika nagrada Francije : 1931, 1934, 1937, 1947, 1949
- Velika nagrada Nemčije : 1929
- Velika nagrada Italije : 1928
- Velika nagrada Španije : 1928, 1929, 1933
- Grand Prix du Comminges : 1947
- Grand Prix de Marseilles : 1933
- Grand Prix de Nice : 1932
- 24 ur Spaja : 1933

## Popolni rezultatiEvropskega avtomobilističnega prvenstva
(legenda) (odebeljene dirke pomenijo najboljši štartni položaj)
| Leto | Moštvo           | Tovarna       | 1       | 2       | 3       | 4   | 5       | Prv | Toč |
| ---- | ---------------- | ------------- | ------- | ------- | ------- | --- | ------- | --- | --- |
| 1931 | Usines Bugatti   | Bugatti       | ITA Ret | FRA 1   | BEL Ret |     |         | 4=  | 12  |
| 1932 | Ettore Bugatti   | Bugatti       | ITA Ret | FRA 4   | NEM Ret |     |         | 5=  | 17  |
| 1935 | Scuderia Ferrari | Alfa Romeo    | BEL 3   | NEM Ret | ŠVI Ret | ITA | ŠPA Ret | 9=  | 29  |
| 1936 | Daimler-Benz AG  | Mercedes-Benz | MON Ret | NEM Ret | ŠVI     | ITA |         | 18= | 28  |

## Popolni rezultati Formule 1
(legenda) (odebeljene dirke pomenijo najboljši štartni položaj, poševne pa najhitrejši krog, †-uvrščen kljub odstopu)
| Leto | Moštvo                    | Šasija           | Motor        | 1      | 2       | 3       | 4     | 5      | 6       | 7       | 8       | 9      | 10  | 11  | Prv | Toč |
| ---- | ------------------------- | ---------------- | ------------ | ------ | ------- | ------- | ----- | ------ | ------- | ------- | ------- | ------ | --- | --- | --- | --- |
| 1950 | Officine Alfieri Maserati | Maserati 4CLT/48 | Maserati I4s | VB Ret | MON 3   | 500     | ŠVI 9 | BEL    | FRA Ret | ITA Ret |         |        |     |     | 12. | 4   |
| 1951 | Enrico Platé              | Maserati 4CLT/48 | Maserati I4s | ŠVI 7  | 500     |         |       |        |         |         |         |        |     |     | -   | 0   |
| 1951 | Ecurie Rosier             | Talbot-Lago T26C | Talbot I6    |        |         | BEL Ret | FRA 6 | VB Ret | NEM Ret | ITA Ret | ŠPA Ret |        |     |     | -   | 0   |
| 1953 | Louis Chiron              | OSCA 20          | OSCA I6      | ARG    | 500     | NIZ     | BEL   | FRA 15 | VB DNS  | NEM     | ŠVI DNS | ITA 10 |     |     | -   | 0   |
| 1955 | Scuderia Lancia           | Lancia D50       | Lancia V8    | ARG    | MON 6   | 500     | BEL   | NIZ    | VB      | ITA     |         |        |     |     | -   | 0   |
| 1956 | Scuderia Centro Sud       | Maserati 250F    | Maserati I6  | ARG    | MON DNS | 500     | BEL   | FRA    | VB      | NEM     | ITA     |        |     |     | -   | 0   |
| 1958 | André Testut              | Maserati 250F    | Maserati I6  | ARG    | MON DNQ | NIZ     | 500   | BEL    | FRA     | VB      | NEM     | POR    | ITA | MAR | -   | 0   |